# Your Face Sounds Familiar (format)
Your Face Sounds Familiar – międzynarodowy format telewizyjny, zapoczątkowany w Hiszpanii i stworzony przez Endemol Shine oraz telewizję Antena 3.
Pierwszy program tego typu zrealizowano w Hiszpanii pod nazwą Tu cara me suena w 2011 roku. Własne edycje tego programu posiadają także: Albania, Argentyna, Białoruś, Brazylia, Bułgaria, Chile, Chiny, Chorwacja, Czechy, Estonia, Filipiny, Francja, Grecja, Cypr, Gruzja, Holandia, Kolumbia, Kostaryka, Litwa, Łotwa, Niemcy, Meksyk, Mongolia, Panama, Peru, Polska, Portugalia, Rosja, Rumunia, Serbia, Bośnia i Hercegowina, Macedonia Północna, Czarnogóra, Słowacja, Słowenia, Stany Zjednoczone, Turcja, Ukraina, Węgry, Wielka Brytania, Wietnam i Włochy.

## Format
W programie uczestniczą znane osoby, które mają za zadanie wcielić się w lokalną lub światową gwiazdę piosenki, naśladując ją zarówno w śpiewie, jak i ruchu scenicznym oraz odwzorowując jej wizerunek.
W każdym tygodniu uczestnicy wcielają się w inną gwiazdę, którą wcześniej wylosują. Może być to artysta zarówno młody, jak i starszy, a także płci przeciwnej czy zmarły.
Po wszystkich występach jury przyznaje punkty w oparciu o jak najdokładniejsze odwzorowanie przez uczestnika danego artysty. Dodatkowo także rywalizujące ze sobą gwiazdy przyznają sobie wzajemnie punkty. Wyniki są prezentowane w formie rankingu od najlepszej prezentacji wieczoru do najgorszej.
Na koniec każdego odcinka uczestnicy losują artystę, w którego wcielą się w następnym tygodniu. W przedostatnim odcinku cztery gwiazdy, które zgromadziły łącznie najwięcej punktów w ciągu poprzednich tygodni, awansują do finału. Po ostatecznej rywalizacji gwiazda z największą liczbą punktów otrzyma nagrodę pieniężną, którą będzie mogła przekazać na dowolnie wybrany przez siebie cel charytatywny.

## Your Face Sounds Familiarna świecie

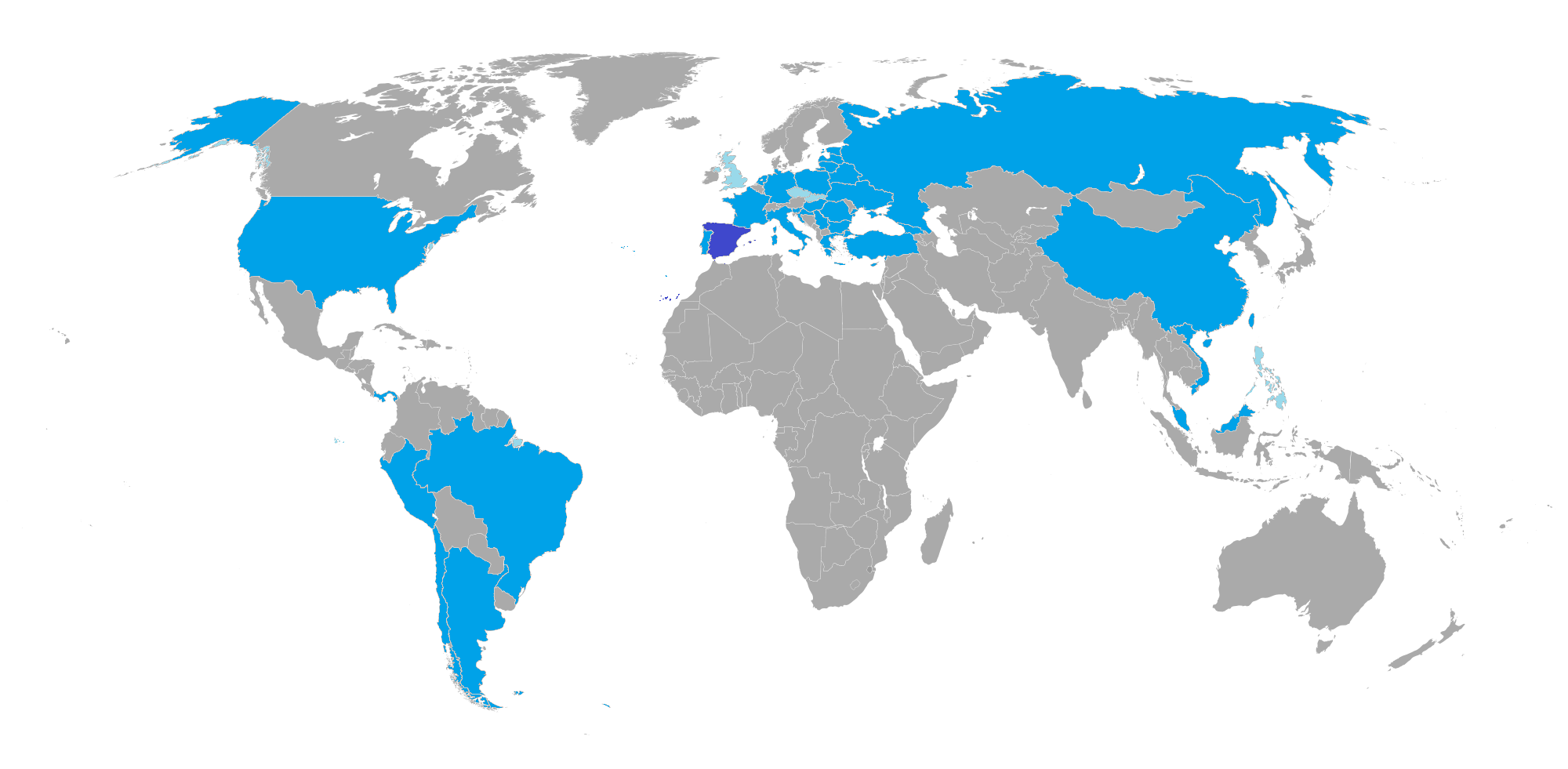
Kraje posiadające własne wersje programu (jasnobłękitny kolor oznacza nadchodzące edycje)

Od debiutu formatu w Hiszpanii zrealizowano go w ponad 40 innych krajach, takich jak Chiny, Rumunia, Portugalia, Grecja, Serbia czy Włochy.
Legenda
    Format obecnie realizowany
    Realizacja formatu zakończona
    Oryginalna wersja (Hiszpania)
    Dziecięca wersja
| Państwo                                                         | Nazwa                                                   | Prowadzący | Zwycięzcy | Stacja telewizyjna                                                                  | Premiera             | Strona internetowa |
| --------------------------------------------------------------- | ------------------------------------------------------- | --- | --- | ----------------------------------------------------------------------------------- | -------------------- | ------------------ |
| Albania                                                         | Your Face Sounds Familiar                               | Alketa Vejsiu | | TV Klan                                                                             | 14 marca 2016        | Strona internetowa |
| Arabowie                                                        | شكلك مش غريب Szaklak masz gharib                        | Tuni Abu Dżauda | | MBC1 MBC Masr                                                                       | 19 kwietnia 2014     | Strona internetowa |
| Argentyna                                                       | Tu cara me suena                                        | Alejandro Wiebe | | Telefe                                                                              | 23 września 2013     |                    |
| Białoruś                                                        | Як дзве кроплі Jak dzwie kropli                         | Hieorhij Kałdun Alona Łanska | | ONT                                                                                 | 12 stycznia 2014     |                    |
| Brazylia                                                        | Esse Artista Sou Eu                                     | Marcio Ballas | | SBT                                                                                 | 25 sierpnia 2014     | Strona internetowa |
| Brazylia                                                        | Show dos Famosos                                        | Fausto Silva | | Rede Globo                                                                          | 23 kwietnia 2017     |                    |
| Bułgaria                                                        | Като две капки вода Kato dwe kapki woda                 | Dimityr Raczkow Wasił Wasilew-Zueka | | Nowa telewizija                                                                     | 13 marca 2013        | Strona internetowa |
| Chile                                                           | Tu cara me suena                                        | Luis Jara | | Mega                                                                                | 29 lutego 2012       |                    |
| Chiny                                                           | 百变大咖秀 Bǎi biàn dà kā xiù                           | He Jiong Xie Na | | Hunan Television                                                                    | 12 lipca 2012        | Strona internetowa |
| Chorwacja                                                       | Tvoje lice zvuči poznato                                | Igor Mešin Rene Bitorajac | | Nova TV                                                                             | 5 października 2014  | Strona internetowa |
| Czechy                                                          | Tvoje tvář má známý hlas                                | Ondřej Sokol | | TV Nova                                                                             | 26 marca 2016        | Strona internetowa |
| Estonia                                                         | Su nägu kõlab tuttavalt                                 | Mart Sander (sezon 1–3) Märt Avandi (od sezonu 4) | | TV3                                                                                 | 17 marca 2013        | Strona internetowa |
| Filipiny                                                        | Your Face Sounds Familiar                               | Billy Crawford Melai Cantiveros (sezon 2) | | ABS-CBN                                                                             | 14 marca 2015        |                    |
| Filipiny                                                        | Your Face Sounds Familiar: Kids                         | Billy Crawford | | ABS-CBN                                                                             | 7 stycznia 2017      |                    |
| Francja                                                         | Un air de star                                          | Karine Le Marchand | | M6                                                                                  | 14 maja 2013         | Strona internetowa |
| Grecja · Cypr                                                   | Your Face Sounds Familiar                               | Maria Bekatoru | | ANT1                                                                                | 14 kwietnia 2013     | Strona internetowa |
| Gruzja                                                          | ერთი ერთში Erti Ertshi                                  | Tornike Gogrichiani (sezon 1) Ani Mamulashvili (sezon 1) Ruska Makashvili (sezon 2–3) Kakha Kintsurashvili (sezon 2–3) Duta Skhirtladze (sezon 4) Ilo Beroshvili (sezon 4) | | GDS TV (sezon 1–3) Imedi TV (sezon 4)                                               | 30 października 2013 |                    |
| Hiszpania                                                       | Tu cara me suena (Twoja twarz brzmi znajomo)            | Manel Fuentes | Angy Fernández (sezon 1) Roko (sezon 2) Edurne (sezon 3) Ruth Lorenzo (sezon 4) Blas Cantó (sezon 5) Miquel Fernández (sezon 6) María Villalón (sezon 7) Jorge González (sezon 8) | Antena 3                                                                            | 28 września 2011     | Strona internetowa |
| Hiszpania                                                       | Tu cara me suena: Especial Navidad (Odcinek świąteczny) | Manel Fuentes | Carolina Ferre i Toñi Salazar (1. edycja) El Monaguillo (2. edycja) | Antena 3                                                                            | 4 stycznia 2012      | Strona internetowa |
| Hiszpania                                                       | Tu cara más solidaria                                   | Manel Fuentes | Anna Simón (1. edycja) Roko (2. edycja) | Antena 3                                                                            | 25 lutego 2013       | Strona internetowa |
| Hiszpania                                                       | 'Elige al primero: Tu cara me suena 5                   | Manel Fuentes | Lorena Gómez | Antena 3                                                                            | 5 lutego 2016        | Strona internetowa |
| Hiszpania                                                       | Concierto de Año Nuevo (Koncert noworoczny)             | Manel Fuentes | Juan Muñoz i Esther Arroyo (1. edycja) Ana Morgade (2. edycja - specjalna z komikami) Pablo Alborán i María Villalón (3. edycja) | Antena 3                                                                            | 1 stycznia 2017      | Strona internetowa |
| Hiszpania                                                       | Tu cara me suena mini                                   | Manel Fuentes | Abril Montmany i Xuso Jones (sezon 1) | Antena 3                                                                            | 11 września 2014     | Strona internetowa |
| Hiszpania                                                       | Tu cara no me suena todavía                             | Manel Fuentes | Germán Scasso (sezon 1) | Antena 3                                                                            | 10 marca 2017        | Strona internetowa |
| Holandia                                                        | Your Face Sounds Familiar                               | Winston Gerschtanowitz | | RTL Nederland                                                                       | 29 grudnia 2012      |                    |
| Kolumbia                                                        | Tu cara me suena                                        | Daniel Hoyos | | Caracol Televisión                                                                  | 23 lutego 2015       | Strona internetowa |
| Kostaryka                                                       | Tu cara me suena                                        | Edgar Murillo | | Teletica                                                                            | 14 kwietnia 2015     | Strona internetowa |
| Litwa                                                           | Muzikinė kaukė                                          | Arūnas Sakalauskas (sezon 1–2) Algis Ramanauskas (od sezonu 3) | | BTV                                                                                 | 6 września 2012      | Strona internetowa |
| Łotwa                                                           | Izklausies redzēts                                      | Lauris Reiniks | | TV3 Latvia                                                                          | 2 marca 2014         |                    |
| Niemcy                                                          | Sing wie dein Star                                      | Jörg Pilawa | | Das Erste                                                                           | 13 września 2014     | Strona internetowa |
| Meksyk                                                          | Soy tu doble                                            | Ingrid Coronado (sezon 1) Fernando Arau (sezon 1) Alfonso de Anda (sezon 2)                                                                                                | | Azteca                                                                              | 15 stycznia 2012     | Strona internetowa |
| Mongolia                                                        | Яг түүн шиг шоу Yag Tuun Shig                           | Tsolmonbayar Bold | | Edutainment TV                                                                      | 8 maja 2016          |                    |
| Panama                                                          | Tu cara me suena                                        | Eddy Vásquez | | TVN                                                                                 | 11 września 2013     | Strona internetowa |
| Panama                                                          | Tu cara me suena kids                                   | Eddy Vásquez | | TVN                                                                                 | 27 stycznia 2016     | Strona internetowa |
| Peru                                                            | Tu cara me suena                                        | Adolfo Aguilar | | Frecuencia Latina                                                                   | 27 października 2013 | Strona internetowa |
| Polska                                                          | Twoja twarz brzmi znajomo                               | Maciej Rock (od 18) Agnieszka Hyży (edycja od 21) Maciej Dowbor (edycja 1-20) Piotr Gąsowski (edycja 1-17)                                                                 | Katarzyna Skrzynecka (I Edycja) Marek Kaliszuk (II Edycja) Stefano Terrazzino (III Edycja) Bartłomiej Kasprzykowski (IV Edycja) Aleksandra Szwed (V Edycja) Maria Tyszkiewicz (VI Edycja) Kasia Popowska (VII Edycja) Kacper Kuszewski (VIII Edycja) Filip Lato (IX Edycja) Mateusz Ziółko (X Edycja) Kazimierz Mazur (XI Edycja) Adam Strycharczuk (XII Edycja) Paweł „Czadoman” Dudek (XIII Edycja) Lesław Żurek (XIV Edycja) Robert Janowski (XV Edycja) Johan „Danzel” Waem (XVI Edycja) Kasia Wilk (XVII Edycja) Oskar Cyms (XVIII Edycja) Kuba Szmajkowski (XIX Edycja) Filip Lato (XX Edycja) Kuba Szyperski (XXI Edycja) Nadchodząca edycja (XXII Edycja) | Polsat                                                                              | 8 marca 2014         | Strona internetowa |
| Portugalia                                                      | A Tua Cara não me é Estranha                            | Cristina Ferreira Manuel Luís Goucha | | TVI                                                                                 | 22 stycznia 2012     | Strona internetowa |
| Portugalia                                                      | A Tua Cara não me é Estranha: Especial                  | Cristina Ferreira Manuel Luís Goucha | | TVI                                                                                 | 24 czerwca 2012      | Strona internetowa |
| Portugalia                                                      | A Tua Cara não me é Estranha: Duetos                    | Cristina Ferreira Manuel Luís Goucha | | TVI                                                                                 | 8 lipca 2012         | Strona internetowa |
| Portugalia                                                      | A Tua Cara não me é Estranha: Kids                      | Cristina Ferreira Manuel Luís Goucha | | TVI                                                                                 | 9 lutego 2014        |                    |
| Rosja                                                           | Один в один! Odin w odin!                               | Aleksandr Oleszko (sezon 1) Nonna Griszajew (sezon 1) Igor Wiernik (od sezonu 2) Julija Kowalczuk (od sezonu 2)                                                            | | Pierwyj kanał (sezon 1) Rossija 1 (od sezonu 2)                                     | 3 marca 2013         | Strona internetowa |
| Rosja                                                           | Точь-в-точь Tocz-w-tocz                                 | Aleksandr Oleszko | | Pierwyj kanał                                                                       | 2 marca 2014         |                    |
| Rumunia                                                         | Te cunosc de undeva!                                    | Cosmin Seleși Alina Pușcaș | | Antena 1                                                                            | 17 marca 2012        | Strona internetowa |
| Serbia · Bośnia i Hercegowina · Macedonia Północna · Czarnogóra | Tvoje lice zvuči poznato                                | Petar Strugar (sezon 1) Marija Kilibarda (sezon 1–3) Bojan Ivković (sezon 2) Nina Seničar (od sezonu 4)                                                                    | | Prva Srpska Televizija Radio Televizija Republike Srpske Federalna televizija Sitel | 12 października 2013 | Strona internetowa |
| Słowacja                                                        | Tvoja tvár znie povedome                                | Martin Rausch | | Markíza                                                                             | 6 marca 2016         | Strona internetowa |
| Słowenia                                                        | Znan obraz ima svoj glas                                | Denis Avdić | | POP TV                                                                              | 30 marca 2014        |                    |
| Stany Zjednoczone                                               | Sing Your Face Off                                      | John Barrowman | | ABC                                                                                 | 31 maja 2014         |                    |
| Turcja                                                          | Benzemez Kimse Sana                                     | Murat Başoğlu | | Star TV (sezon 1, 3) Show TV (sezon 2)                                              | 8 czerwca 2012       | Strona internetowa |
| Ukraina                                                         | ШОУМАSТГОУОН SHOWMUSTGOON                               | Marija Jefrosynina | | Nowyj kanał                                                                         | 7 października 2012  |                    |
| Ukraina                                                         | Як дві краплі Jak dwi krapli                            | Anastasija Zaworotniuk Anton Lirnyk | | Ukraina                                                                             | 6 października 2013  | Strona internetowa |
| Węgry                                                           | Sztárban sztár                                          | Friderikusz Sándor (sezon 1) Attila Till (od sezonu 2) | | TV2                                                                                 | 11 października 2013 | Strona internetowa |
| Węgry                                                           | Sztárban sztár +1 kicsi                                 | Attila Till | | Super TV2                                                                           | 27 listopada 2016    | Strona internetowa |
| Wielka Brytania                                                 | Your Face Sounds Familiar                               | Alesha Dixon Paddy McGuinness | | ITV                                                                                 | 29 czerwca 2013      |                    |
| Wietnam                                                         | Gương mặt thân quen                                     | Thanh Bạch (sezon 1–2) Đại Nghĩa (od sezonu 3) | | VTV                                                                                 | 5 stycznia 2013      | Strona internetowa |
| Wietnam                                                         | Gương mặt thân quen Nhí                                 | Đại Nghĩa | | VTV                                                                                 | 3 października 2014  | Strona internetowa |
| Włochy                                                          | Tale e Quale Show                                       | Carlo Conti | | Rai 1                                                                               | 20 kwietnia 2012     | Strona internetowa |
| Włochy                                                          | Tale e Quale Show - Il torneo                           | Carlo Conti | | Rai 1                                                                               | 9 listopada 2012     | Strona internetowa |
| Włochy                                                          | Tale e Quale Show - Duetti                              | Carlo Conti | | Rai 1                                                                               | 12 stycznia 2013     | Strona internetowa |